# Sen no Rikjú
Sen no Rikjú, japonsky 千利休 Sen no Rikyū (1522 Sakai – 21. dubna 1591 Kjóto) byl japonský čajový mistr.
Studoval u mistra Kitamuki Dóčina čajové umění stylu šoinča a u Takeno Džóóa se seznámil se stylem wabiča, který mu byl bližší. O jeho dalších osudech není mnoho známo, ale vybudoval si dobré jméno. V roce 1579 se stal čajovým mistrem u daimjó Ody Nobunagy a po jeho smrti pokračoval u Tojotomi Hidejošiho. Jeho působení blízko moci se mu stala osudným. Za ne zcela jasných okolností se rozešel s Hidejošim ve zlém a ten nařídil, aby spáchal seppuku.
V době nejistoty, co bude s rodinou a majetkem po vynucené sebevraždě pokračoval v jeho odkazu jeho adoptivní syn Šóan a jeho syn Sótan. Později se podařilo vytvořit třem Sótanovým synům tři doposud působící čajové školy Omotesenke, Urasenke a Mušakódžisenke, v čele každé stojí iemoto (dědičná hlava rodu).
Význam Rikjúa spočívá především v definování a prosazení stylu čajové ceremonie wabi (kde navazuje na učení mistra Ikkjú). Preferoval jednoduchost a přirozenost, namísto nákladného čínského porcelánu si náčiní tvořil z místní keramiky raku, rád konal čajové ceremonie v jednoduchých čajových chýších.